# Ryom Tae-ok
Ryom Tae-ok, née le 2 février 1999, est une patineuse artistique nord-coréenne. Avec son partenaire de patinage, Kim Ju-sik, elle est médaillée de bronze des Championnats des quatre continents de patinage artistique 2018, aux Jeux asiatiques d'hiver de 2017,, et à la Coupe du Tyrol 2016, et championne du Trophée Open d'Asie 2016.
Ryom et Kim sont les premiers patineurs artistiques nord-coréens à remporter une médaille lors d'un événement de l'Union internationale de patinage.
Au septembre, ils se qualifient pour les Jeux olympiques d'hiver de 2018 à Pyeongchang, devenant ainsi les premiers athlètes nords-coréens à se qualifier pour ces jeux et les seuls à le faire avant l'accord de réconciliation avec la Corée du Sud,.
Anciennement entraînée par Kim Hyon-son à Pyongyang, elle débute avec son partenaire une collaboration avec l'entraîneur canadien Bruno Marcotte basé à Montréal en 2017.

## Programmes
(avec Kim Ju-sik) 
| Saison    | Programme court                              | Patinage libre | Exposition                 |
| --------- | -------------------------------------------- | --- | -------------------------- |
| 2018-2019 | - A Day in the Life des Beatles              | - Je suis qu'une chanson de Diane Justler, chanté par Ginette Reno choreo.de Julie Marcotte                            |                            |
| 2017-2018 | - A Day in the Life des Beatles              | - Je suis qu'une chanson de Diane Justler, chanté par Ginette Reno choreo. de Julie Marcotte                           | - Bangabsumnida (Enchanté) |
| 2016-2017 | - A Day in the Life des Beatles              | - The Prince and the Sugarplum Fairy (extrait de Casse-Noisette) de Piotr Ilitch Tchaïkovski choreo. de Julie Marcotte |                            |
| 2015-2016 | - Salute to Love de Piotr Ilitch Tchaïkovski | - The Prince and the Sugarplum Fairy (extrait de Casse-Noisette) de Piotr Ilitch Tchaïkovski                           |                            |

## Palmarès
Avec trois partenaires :
- O Chang-gon  (4 saisons : 2009-2013)
- Kim Mun-song (1 saison : 2013-2014)
- Kim Ju-sik (5 saisons : 2015-2020)

| Compétition                                                                        | 2010    | 2011    | 2012    | 2013    |  | 2014    |  | 2015    | 2016    | 2017    | 2018    | 2019    | 2020    | 2021    |
| Jeux olympiques d'hiver                                                            |         |         |         |         |  |         |  |         |         |         | 13e     |         |         |         |
| Championnats du monde                                                              |         |         |         |         |  |         |  |         |         | 15e     | 12e     | 11e     | CA      |         |
| Quatre continents                                                                  |         |         |         |         |  |         |  |         | 7e      |         | 3e      |         |         | CA      |
| Championnats de Corée du Nord                                                      | 5e      |         | 3e      | 1re     |  | 3e      |  |         |         | 1re     | 1re     | 1re     | 1re     | 1re     |
|                                                                                    |         |         |         |         |  |         |  |         |         |         |         |         |         |         |
| Grand Prix ISU                                                                     | 2009/10 | 2010/11 | 2011/12 | 2012/13 |  | 2013/14 |  | 2014/15 | 2015/16 | 2016/17 | 2017/18 | 2018/19 | 2019/20 | 2020/21 |
| Coupe de Chine                                                                     |         |         |         |         |  |         |  |         |         |         |         | 5e      | 5e      |         |
| Trophée de France                                                                  |         |         |         |         |  |         |  |         |         |         |         | 4e      | F       | CA      |
| Légende : F= Forfait ; CA = Compétition annulée à cause de la pandémie de Covid-19 |         |         |         |         |  |         |  |         |         |         |         |         |         |         |

## Résultats détaillés

### Avec Kim Ju-sik
| Season 2018–19       | Season 2018–19                          | Season 2018–19 | Season 2018–19 | Season 2018–19 | Season 2018–19 |
| Date                 | Événement                               | Court          | Libre          | Total          |                |
| -------------------- | --------------------------------------- | -------------- | -------------- | -------------- | -------------- |
| 23-25 novembre 2018  | Trophée de France 2018                  | 2 67.18        | 4 120.77       | 4 187.95       |                |
| 2-4 novembre 2018    | Grand-Prix d'Helsinki 2018              | 5 56.87        | 4 117.37       | 5 172.24       |                |
| 1er-5 août 2018      | Trophée d'Asie 2018                     | 2 60.40        | 2 112.80       | 2 173.20       |                |
| Season 2017–18       |                                         |                |                |                |                |
| Date                 | Événement                               | Court          | Libre          | Total          |                |
| 19-25 mars 2018      | Championnats du monde 2018              | 12 66.32       | 12 122.45      | 12 188.77      |                |
| 14-23 février 2018   | Jeux olympiques de 2018                 | 11 69.40       | 12 124.23      | 13 193.63      |                |
| 22-28 janvier 2018   | Championnats des quatre continents 2018 | 4 65.25        | 3 119.73       | 3 184.98       |                |
| 28-30 septembre 2017 | CS Nebelhorn Trophy 2017                | 5 60.09        | 6 119.90       | 6 180.09       |                |
| 10-13 août 2017      | Championnats québécois d'été 2017       | 2 67.38        | 2 113.62       | 2 181.00       |                |
| Season 2016–2017     |                                         |                |                |                |                |
| Date                 | Événement                               | Court          | Libre          | Total          |                |
| 27 mars-2 avril 2017 | Championnats du monde 2017              | 14 64.52       | 15 105.13      | 15 169.65      |                |
| 19-26 février 2017   | Jeux asiatiques d'hiver de 2017         | 3 65.22        | 3 112.18       | 3 177.40       |                |
| 4-7 août 2016        | Trophée d'Asie 2016                     | 2 51.16        | 1 92.99        | 1 144.15       |                |
| 2015–16 season       |                                         |                |                |                |                |
| Date                 | Event                                   | SP             | FS             | Total          |                |
| 9-13 mars 2016       | Cup of Tyrol 2016                       | 3 53.64        | 3 106.39       | 3 160.03       |                |
| 16-21 février 2016   | Championnats des quatre continents 2016 | 8 53.83        | 7 103.41       | 7 157.24       |                |
| 27-31 octobre 2015   | CS Ice Challenge 2015                   | 5 44.16        | 5 88.02        | 5 132.18       |                |

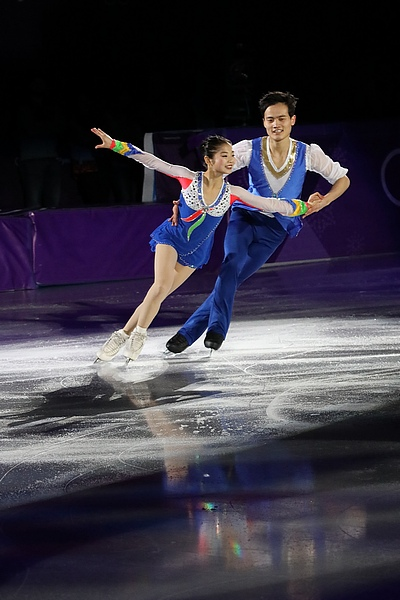
Ryom et Kim au gala d'exposition des Jeux olympiques d'hiver 2018.

- Leur meilleurs score par année est mis en évidence en gras.